# Marcel Camus
Marcel Camus (ur. 21 kwietnia 1912 w Chappes, zm. 13 stycznia 1982 w Paryżu) – francuski reżyser i scenarzysta filmowy.
Zasłynął zrealizowanym w scenerii karnawału w Rio de Janeiro i odwołującym się do mitologii filmem Czarny Orfeusz (1959). Obraz nagrodzono Złotą Palmą na 12. MFF w Cannes oraz Oscarem dla najlepszego filmu nieanglojęzycznego. Kolejne filmy Camusa nie wzbudziły już takiego zainteresowania i uznania. Pod koniec życia realizował produkcje telewizyjne.

## Wybrana filmografia

### Reżyser
- Ucieczka z Sajgonu (1957)
- Czarny Orfeusz (1958)
- Rajski ptak (1962)
- Pieśń świata (1965)
- Wał atlantycki (1970)
- Otalia z Bahii (1975)